# Alleanza dello Sviluppo delle Maldive
L'Alleanza dello Sviluppo delle Maldive (in inglese Maldives Development Alliance, MDA) è un partito politico maldiviano.

## Risultati elettorali
| Anno | Voti  | Seggi  |
| ---- | ----- | ------ |
| 2014 | 7 496 | 5 / 85 |
| 2019 | 6 636 | 2 / 87 |
| 2024 | 4 071 | 2 / 93 |